# Balsamine de l'Himalaya
Impatiens glandulifera
Pour les articles homonymes, voir Himalaya (homonymie).
Espèce
Classification phylogénétique
La Balsamine de l'Himalaya, Balsamine glanduleuse, Impatiente de l'Himalaya, Impatiente glanduleuse (Impatiens glandulifera) est une espèce de plantes à fleurs de la famille des Balsaminaceae. C'est une plante herbacée originaire d'Asie mais introduite ailleurs pour des raisons ornementales.
Elle est invasive dans certains pays et fait partie de la Listes d’espèces exotiques envahissantes interdites en France. Le fait de l'introduire volontairement dans le milieu naturel, de la transporter, la colporter, l'utiliser, la mettre en vente, la vendre ou l'acheter est puni par la loi française de trois ans d'emprisonnement et de 150 000 € d'amende (article L 415-3 du code de l'environnement français)

## Description
La Balsamine de l'Himalaya est une grande plante herbacée annuelle glabre pouvant atteindre deux mètres de haut, ce qui fait d'elle la plus grande annuelle d'Europe. Ses feuilles nettement dentées sont opposées ou verticillées. Les fleurs sont roses, parfois presque blanches, rouges ou pourpres en grappes lâches, odorantes, à éperon court. Les graines sont contenues dans des capsules allongées qui éclatent à maturité par détente de la tige capsulaire, projetant violemment les graines jusqu'à cinq mètres.
Organes reproducteurs
- Type d'inflorescence : racème simple.
- Répartition des sexes : hermaphrodite.
- Type de pollinisation : entomogame, autogame.
- Période de floraison : de juillet à septembre.

Graine
- Type de fruit : capsule.

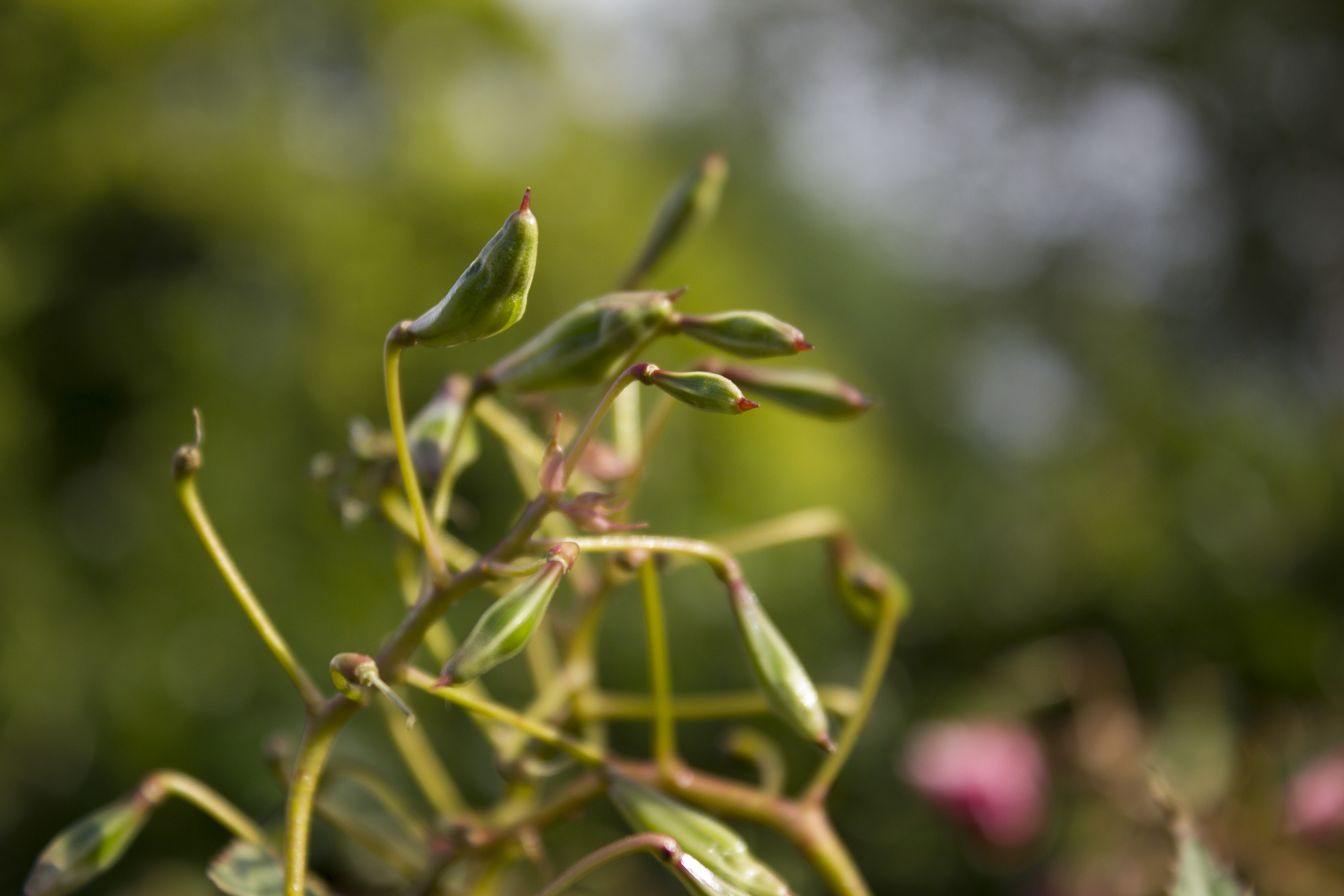
Fruits (capsules).

- Mode de dissémination : autochore.

Habitat et répartition
- Habitat type : annuelles pionnières des clairières et lisières médioeuropéennes, psychrophiles, hémisciaphiles.

Données d'après : Julve, Ph., 1998 ff. - Baseflor. Index botanique, écologique et chorologique de la flore de France. Version : 23 avril 2004. 

## Répartition
Comme son nom l'indique, la Balsamine de l'Himalaya est native de l'Himalaya. En 1839, elle fut introduite en Europe comme plante ornementale, dans les jardins de Kew. Elle fut signalée comme naturalisée en Angleterre en 1855. Aujourd'hui, elle est présente dans presque tous les pays européens ,, de même qu'en Amérique du Nord et en Nouvelle-Zélande. Elle est généralement considérée comme envahissante dans les régions où elle est naturalisée.

## Écologie
La Balsamine de l'Himalaya croît en colonies denses sur les sols humides en milieu ouvert ou légèrement ombragé. On la retrouve essentiellement en milieux forestier et riparien,.
Les fleurs peuvent être pollinisées par les insectes, qui sont attirés par l'importante production de nectar, ou autopollinisées. Chaque individu peut produire jusqu'à 2 500 graines, qui sont dispersées par l'explosion de leur capsule et par hydrochorie.

### Espèce envahissante
Introduite dans différentes régions du monde comme plante ornementale, la Balsamine de l'Himalaya s'est rapidement naturalisée et est désormais considérée comme une espèce envahissante dans plusieurs pays. Au Canada, elle est un problème dans plusieurs provinces dont l'Ontario, la Colombie-Britannique et l'Alberta. Elle est aussi désignée envahissante à Cuba, aux États-Unis dans l'état de Washington, ainsi que dans plusieurs pays européens comme la Belgique.
Depuis 2017, la Balsamine de l'Himalaya est inscrite dans la liste des espèces exotiques envahissantes préoccupantes pour l’Union européenne. Cela signifie qu'elle ne peut pas être importée, cultivée, commercialisée, plantée, ou libérée intentionnellement dans la nature, et ce nulle part dans l’Union européenne.
Le potentiel envahissant de la Balsamine de l'Himalaya serait dû à son importante production de graines et de nectar, sa grande taille et sa plasticité phénotypique. On soupçonne aussi qu'elle inhibe la croissance des autres plantes par allélopathie.

## Lutte biologique
En raison de sa classification en tant qu'espèce exotique envahissante, notamment par l'Union européenne,; des études, aux résultats variables, sont menées depuis 2006 par le CABI sur une variété de champignon de la famille des rouilles, Puccinia komarovii var. glanduliferae,, pathogène spécifique de cette variété de balsamine.

## Galerie

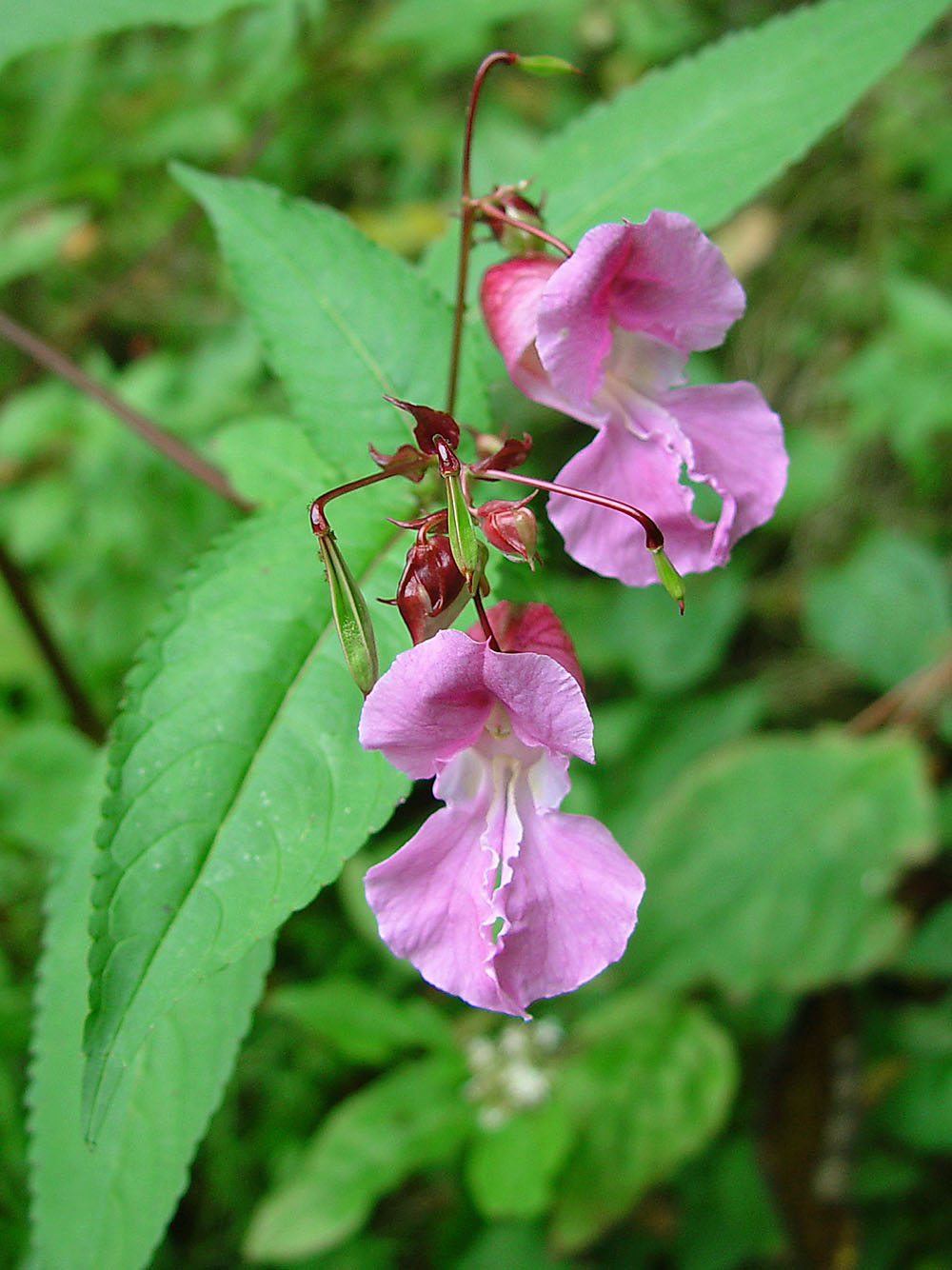
Impatiens glandulifera.
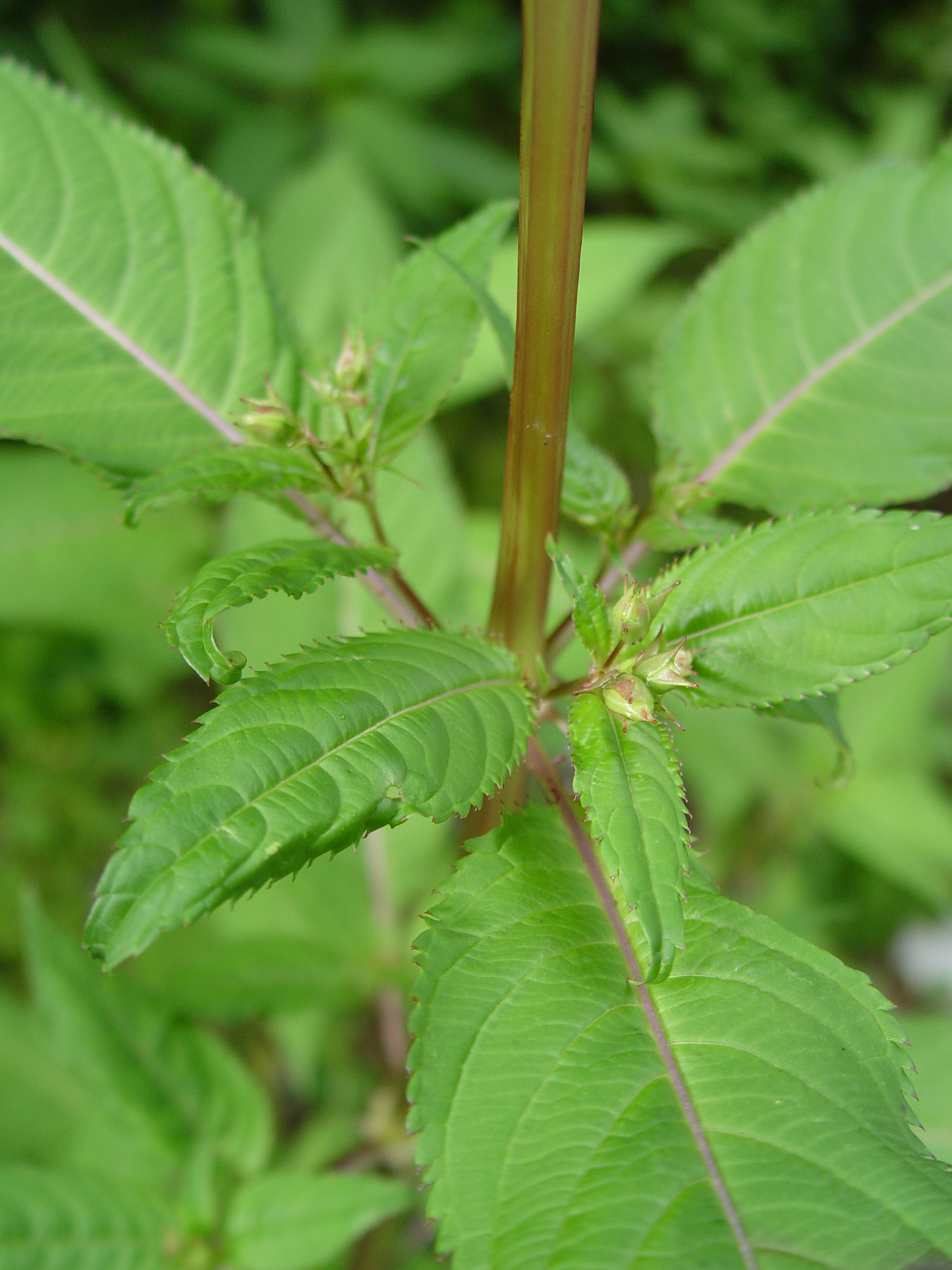
Feuilles d'Impatiens glandulifera.
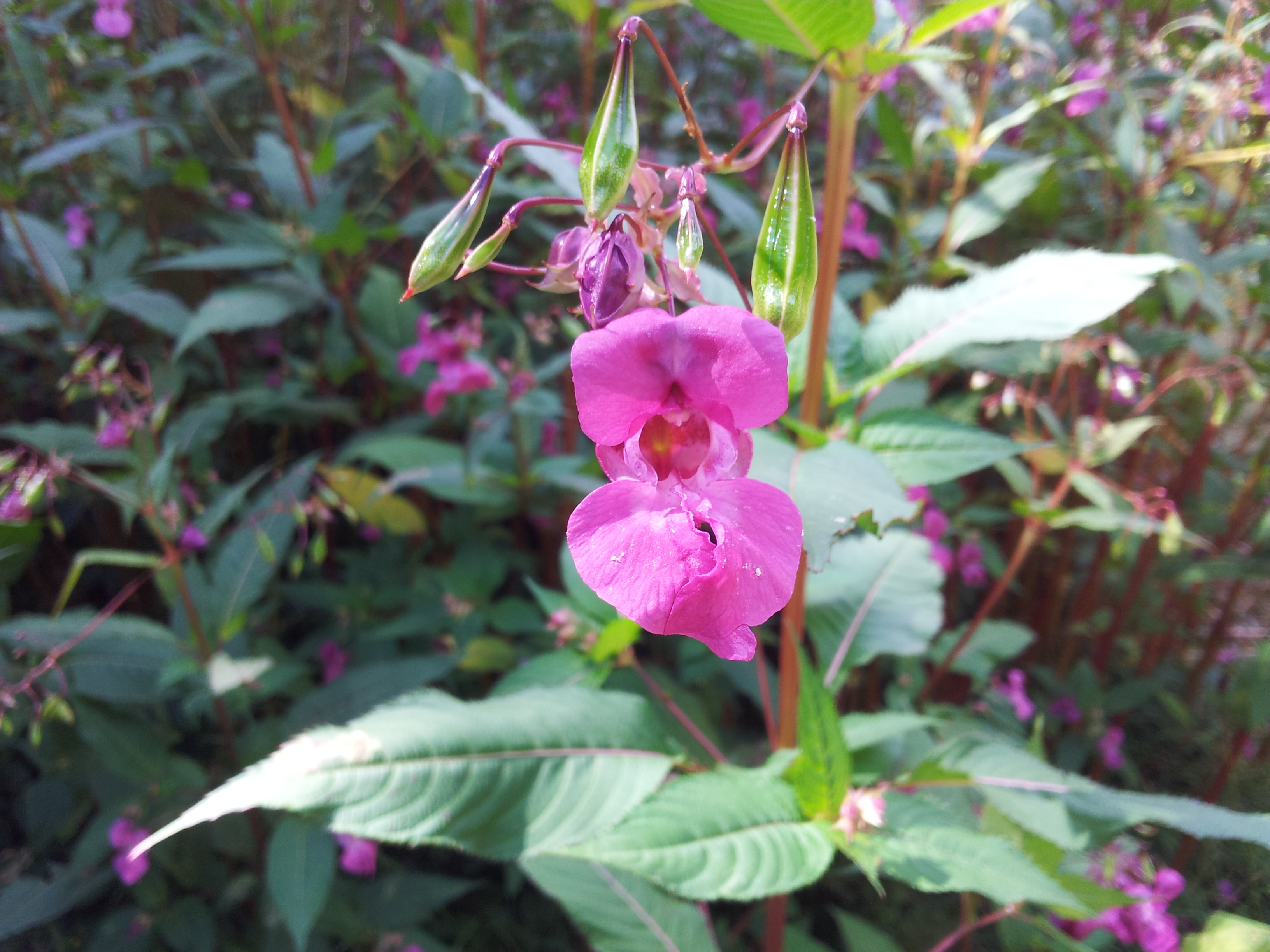
Inflorescence à plusieurs stades (face).
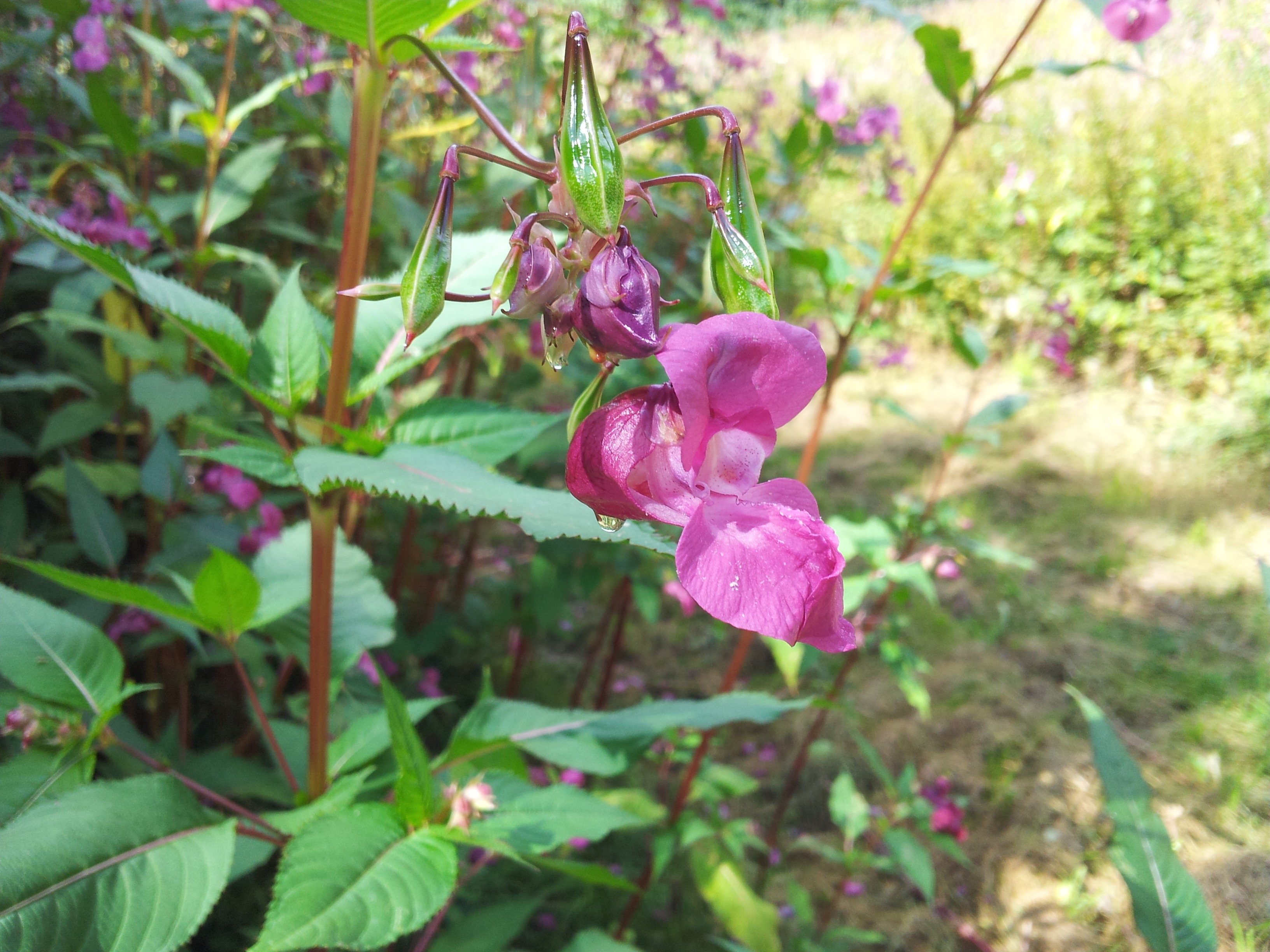
Inflorescence à plusieurs stades (profil).
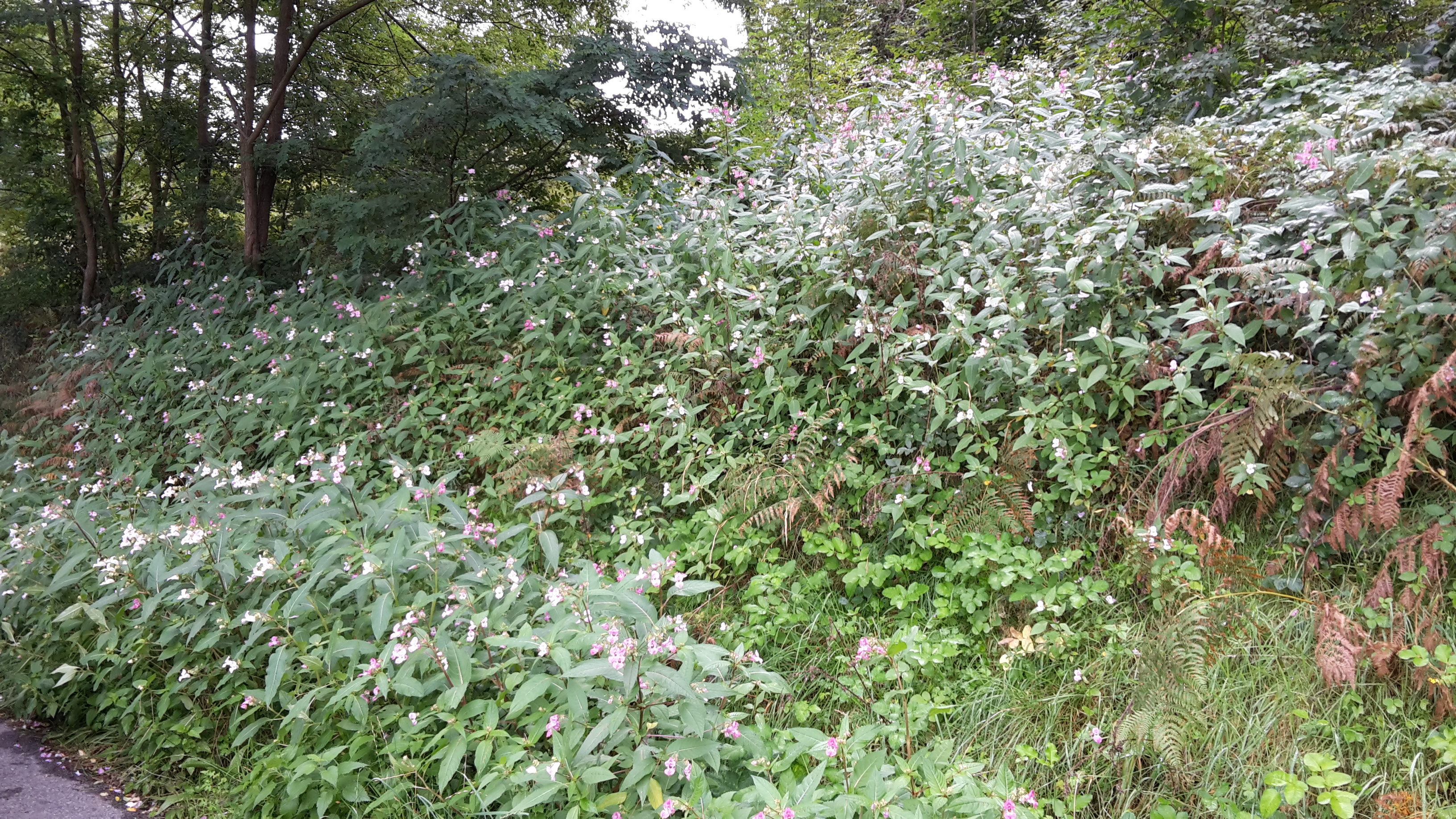
Balsamine de l'Himalaya envahissante en Ariège.
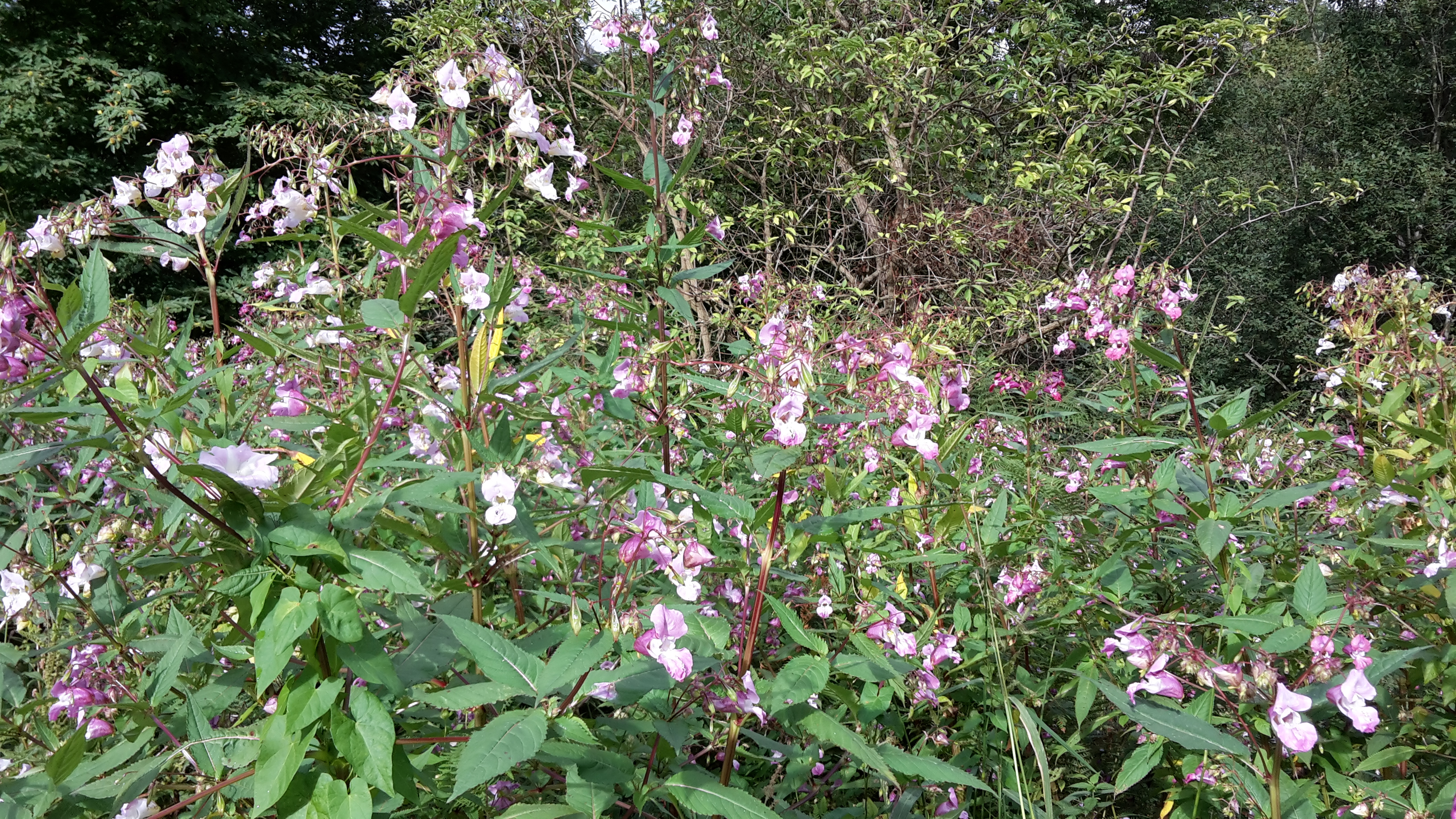
Balsamine de l'Himalaya, prolifération en bord de route à 500m d'altitude.
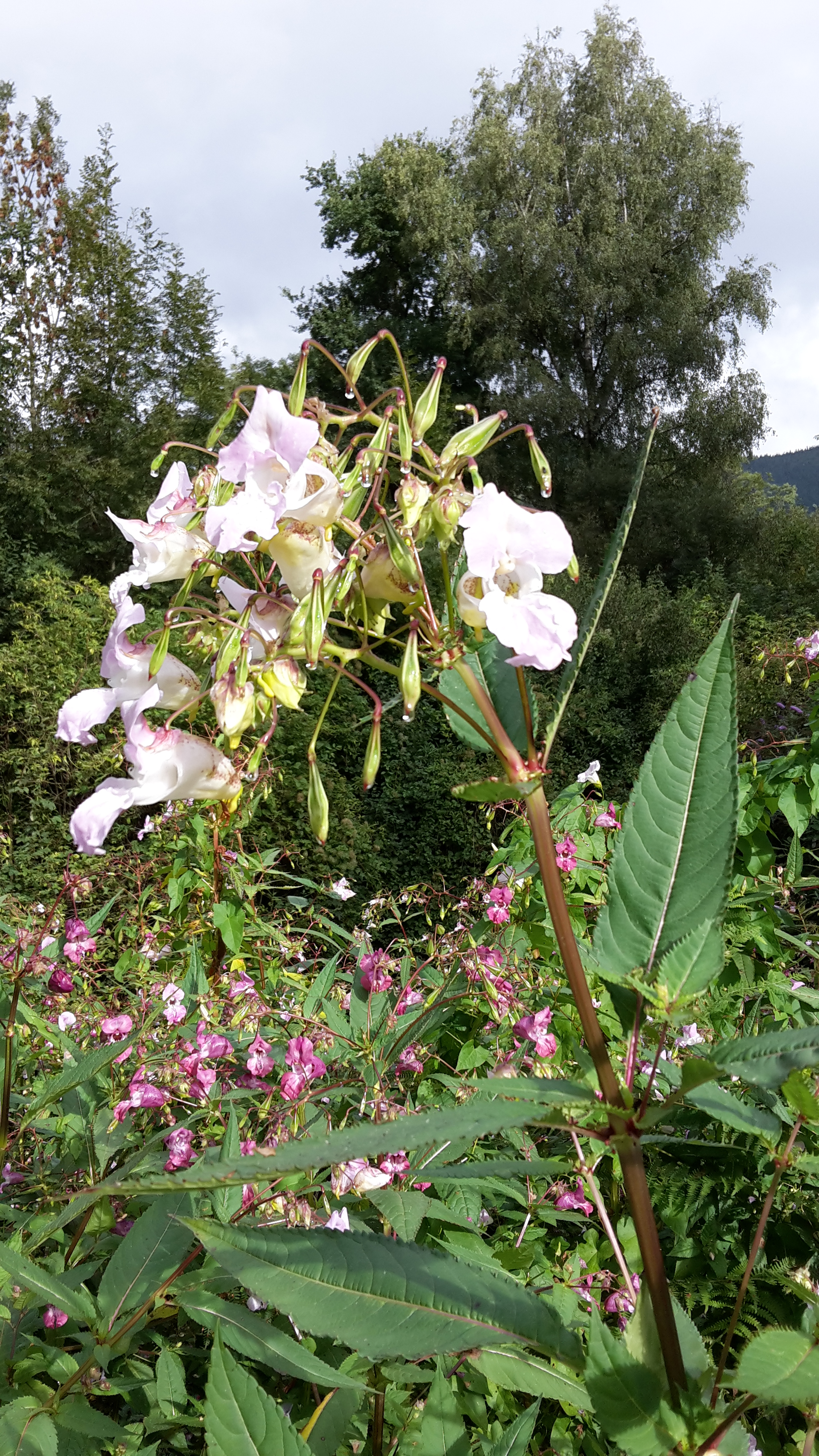
Balsamine de l'Himalaya, fleurs presque blanches.